# سي إس آي: ميامي
CSI:Miami مسلسل أمريكي حول التحقيقات الجنائية من إنتاج شبكة سي بي إس. بث الموسم الأول منه عام 2002، تم منذئذ عرض ستة مواسم وبدأ عرض الموسم السابع في 22 سبتمبر 2008.

## روابط خارجية
- سي إس آي: ميامي على موقع IMDb (الإنجليزية)
- سي إس آي: ميامي على موقع ميتاكريتيك (الإنجليزية)
- سي إس آي: ميامي على موقع روتن توميتوز (الإنجليزية)
- سي إس آي: ميامي على موقع أول موفي (الإنجليزية)
- سي إس آي: ميامي على موقع فيلمافينيتي (الإسبانية)
- سي إس آي: ميامي على موقع كينوبويسك (الروسية)
- سي إس آي: ميامي على موقع ألو سيني (الفرنسية)
- سي إس آي: ميامي على موقع قاعدة بيانات الفيلم (الإنجليزية)